# En caso de que el mundo se desintegre
En caso de que el mundo se desintegre (ECDQEMSD) es un programa de radio por internet, un cyber talk show o podcast que comenzó a transmitirse exclusivamente por este medio el viernes 26 de febrero de 1999 como una sección de la revista digital Canal Trans. conducido por el Pirata y su amigo el Sr. Lagartija, actualmente se encuentra en su temporada XXV, siendo con ello el primer podcast de la historia. En 2009 fue elegido como el mejor podcast en la primera edición de los Iberoamérica Podcast Award.

## Sinopsis
Desde una nave espacial llamada María Tijuana, que se dirige camino a ningún lugar, El Capitán Roger Vinilo, La Muda, El Mico, El Pirata y El Señor Lagartija, tenían una misión, pero se la olvidaron. Desde entonces transmiten diariamente un programa de radio hacia la Tierra para que algo tenga algún sentido en caso de que el mundo se desintegre.

## Historia
En sus comienzos el programa se emitía en formato mp3 con la opción de escucharlo en línea, en Real Audio, o de descargarlo en mp3. A partir del año 2002 comenzó a transmitirse en formato wma y mp3 en conjunto y para el año 2003 solo se emitía en formato wma; y se podía encontrar como una estación de radio (categoría de "Rock en español") en el Windows Media Player. En 2005 incorporó la descarga, en formato wma, a través de programas para podcasting que leen archivos de índices, descargan automáticamente el podcast y lo transfieren a un reproductor mp3. Como esta opción no era compatible con reproductores iPod, en el 2007 se implementó el podcast compatible con Itunes.
En sus orígenes, el programa tenía una duración de 15 minutos y se emitió brevemente de forma mensual, luego de lo cual comenzó con su transmisión de forma semanal. Después,
debido al crecimiento del número de oyentes comenzó a transmitirse, con una duración de 45 minutos aproximadamente, de lunes a viernes e incorporó un especial los días sábados.
Más tarde, abandonó los especiales de los días sábados y siguió solo emitiéndose de lunes a viernes.
Luego de 5 años de transmisión ininterrumpida por Internet, comenzó a retransmitirse también a través de estaciones de radio FM ubicadas en Argentina, México, Perú, España, Uruguay, Bolivia, Chile, Suecia y Estados Unidos. Las mismas se conocen como "Red de retransmisoras terrestres".
También se retransmite a través del canal 71 de VHF 143.340 MHz., gracias al radioaficionado y desintegrado El Cura Fiestero.
Cuenta con 6.000 descargas diarias aproximadamente y los países de mayor audiencia a través de Internet son Estados Unidos, México, Argentina, España, Venezuela, Chile y Perú, entre otros.
Si bien cumple con la lógica de un programa radial, se construye con historias de vida aportadas por los oyentes, uniendo a muchos hispanohablante con experiencias que le pueden suceder a cualquiera, en cualquier lugar del mundo, logrando así que quien escuche el programa pueda sentirse identificado o no con lo sucedido. Los conductores no buscan filosofar o enseñar a nadie, ni mucho menos ser ejemplo de nadie sino simplemente ser amigos de todos aquellos que quieran ser parte de la comunidad de oyentes.

## Personajes

### El Capitán Roger Vinilo
Es el capitán de la nave, operador de radio y quien está al mando de los controles. Dueño de un muy mal carácter, es fanático del Real Madrid y del heavy metal.

### La Muda
Es la cocinera de la nave y productora del programa. Es la única integrante femenina de la tripulación, fanática de la música electrónica trance y los perfumes, además de ser extremadamente sensual.

### El Mico
Es el técnico de la nave y asistente general. Conocido como el único universitario que trabaja, posee un muy mal carácter debido al régimen de esclavitud en el que vive y su forma de expresión es dar gritos mientras arroja vasos contra el piso. Es fanático de la música hip hop.

### El Señor Lagartija
Es el conductor del programa. Un típico punk de los años 1980, sin falsas posturas y dueño de las verdades que da el sentido común. Su sueño es llegar a ser presidente de Walt Disney World, para poder descongelar al mismísimo Walt Disney (y matarlo). Es fanático de la música punk y dark.
Frase del Señor Lagartija: "¡Sí que sí!"

### El Pirata
Es el otro conductor del programa. Un intelectual, amante de la lectura y dueño de una sagacidad mental envidiable. Es fanático del Ford Mustang y su música preferida es el rock and roll.

### El Niño Elefante
Es una deidad hecha puramente de energía y materializado en forma de niño con cabeza de elefante y alas de angelito. El Señor Lagartija es su profeta y el encargado de llevar sus historias a todos los rincones del mundo.
El culto al Niño Elefante es una parodia de religión, como el pastafarismo o el unicornio rosa invisible, pero a diferencia de estos se basa en la concepción de tesis, antítesis y síntesis.
Se considera que no hay personas que crean realmente en este dios, pero se ha convertido en un fenómeno popular entre los desintegrados fingir que se cree en él.

### Columnistas invitados
- Eliomar "Tecolote" de Boer (deportes)
- Helter Skelter (pronóstico climático)

Nota: Si bien Helter Skelter es un desintegrado, posee una sección fija dentro del programa donde comunica el pronóstico climático mundial extendido para el fin de semana.

### Personajes secundarios
A lo largo de la historia del programa han hecho su aparición numerosos personajes secundarios:
- Licenciada Mónica Galindo de Gafeo
- Los marineros escoceses
- Profesor Monk Reynolds
- El pinche muñeco de la tele
- Jeferson
- El padre celestial
- El limón
- Rosa Claudia
- La señorita libertad
- Michael Jackson
- La oveja Parton
- El argentino puteador
- Marta y Martha
- Campanita
- Las focas Ricarda y Marina
- La rata Amanda
- Las primas de La Muda
- El reverendo Manson
- Valijita
- Ukelele
- El sapo Luigi
- Sofía
- Barry White
- El viejo del estanque
- El Psicólogo
- El Doctor Elvis Presley

## Desintegrados
Si bien el nombre del programa traslada al público hacia escenas apocalípticas del fin del mundo, también hace referencia a los pequeños mundos que se desintegran diariamente cuando algo que es importante para las personas desaparece y da lugar a nuevos mundos que nacen y emprenden el círculo recursivo de desintegración.
En medio de esta desintegración diaria de micro y macro universos, los oyentes del programa comparten sus alegrías, tristezas, enojos y pensamientos, levantando banderas de internacionalismo que los ha llevado a auto denominarse Desintegrados. 
Cada desintegrado elige su nick con el cual será reconocido en el programa, el mismo no puede ser cambiado y debe ser único, ya que no puede haber dos desintegrados con un mismo alias.
Se ha aclarado en el programa que la única forma de obtener un cambio de nick es mediante un cambio de sexo. Cambios de preferencias, de situaciones vividas, de estados emocionales, de orientación sexual, etcétera, no implican que se pueda obtener un cambio de nick.

## ¿Por qué el nombreMaría Tijuana?
El nombre de la nave fue elegido en una votación por los desintegrados.
Es un homenaje a lo femenino y a las ciudades y
pueblos fronterizos, ya que la mujer latinoamericana y su fuerza constante al batallar contra la discriminación y la violencia sumado a la cultura mixturada de los pueblos fronterizos donde legalidad y moral son términos flexibles, y los sueños y ambiciones sucumben ante la permanente infidelidad de las líneas divisorias.

## Temas
Como método de entablar comunicación, el programa ha propuesto a lo largo del tiempo, por medio de su sitio web, diversos temas. De esta forma los oyentes que se incorporan al programa tienen un asunto sobre el cual dar su opinión y hacer su presentación.
A través de sus temporadas, el programa ha propuesto los siguientes temas:
- 1999

¿Qué harías un día antes de que el mundo se desintegre?.
- 2000

¿Qué cosas te alteran los nervios?, ¿Qué fue lo último que soñaste? El Sr. Lagartija interpreta tus sueños y ¿Qué es lo mejor y lo peor de las fiestas de Navidad?.
- 2001

¿Querés saber que fuiste en otra vida? El Sr. Lagartija responde tus inquietudes, ¿Qué detalles de la convivencia te molestan? Con tus padres, hermanos, pareja, mascotas, etc., ¿Qué cosas te causan placer?, ¿Cómo te imaginás el cielo y cómo el infierno? y ¿Quién te gustaría ser por un día y para qué?.
- 2002

¿Qué nombre le pondrías a la nave? y ¿Qué cosas te dan hueva?.
- 2003

¿Qué pregunta filosófica te inquieta?, ¿Qué situación en tu vida cotidiana te gustaría que se haga realidad?, ¿De qué te desprenderías? y ¿Qué cosas odias?.
- 2004

¿Cuál fue la mentira más original que te han dicho o dijiste?, ¿Qué es lo más ridículo que viste o hiciste?, ¿Qué estás buscando?, ¿Qué escribirías en el subjet (asunto) de un spam? y ¿Qué cosas te tienen harto... te dan en la madre... te hinchan las pelotas...?.
- 2005

¿Cuál fue el peor regalo que recibiste?, ¿Dónde está Sheferson?, ¿De qué sospechas? y ¿Qué estabas pensando hace unos minutos?.
- 2006

¿Qué arrojarías a la basura?, ¿Qué cosas de la vida cotidiana se te presentan como enigmas indescifrables? y ¿Qué es lo que estaría bien?.
- 2007, 2008, 2009, 2010, 2011, 2012, 2013, 2014, 2015 y 2016

¿Qué harías un día antes de que el mundo se desintegre?.
El tema ¿Qué harías un día antes de que el mundo se desintegre? es el tema central y por lo tanto ha permanecido en cada una de las temporadas coexistiendo con cada uno de los antes listados, los cuales en algunos casos han coexistido entre sí por algún espacio de tiempo.

## Programas especiales

### Premios En Caso
Cada año se realiza un programa especial a modo de parodia de ceremonia de entrega de premios, donde se entregan los premios En Caso a personalidades del mundo de la política, el espectáculo, el periodismo, las artes y personajes que se hayan destacado de manera notable en el transcurso del año.
Estos personajes son elegidos por los desintegrados, quienes los proponen y los votan para que obtengan un galardón.

### Especiales de Navidad y año nuevo
En conmemoración de estas fechas festivas en varios países (sobre todo en Occidente) se emiten cada año programas especiales que abandonan la rutina clásica del programa y dan lugar a variados sketchs.

### Especiales de número de programa
Para festejar el haber alcanzado un determinado número de programa (por ejemplo: 1000) se transmite junto al programa del día un especial, del mismo modo que en Navidad y año nuevo.

### Especial 1400 en directo
Con motivo de la celebración del programa N.º 1400, el sábado 21 de julio de 2007 se transmitió el primer programa en directo, que contó con la participación de numerosos desintegrados comunicándose a través del chat, correos electrónicos y mensajes de voz a través de skype.

## Curiosidades
- Debido a la diversidad de los oyentes se creó un glosario en el que se explican los significados de los términos típicos de cada región o país que se emplean en el programa, ya sea por los conductores o por los desintegrados.[11]

- El Niño Elefante debe su imagen al desintegrado Megatrón.

- Debido a que la cantidad de mensajes que envían los desintegrados suele superar la capacidad del programa, existe una sección llamada Clase Turista, donde se leen de forma rápida los mensajes que no han tenido la relevancia suficiente para ser leídos de forma normal.

- Existe un alterego del señor Lagartija que funge de juez del 'Campeonato del Chistoretongo' que se celebra los jueves de cada semana, y cuyo reglamento cambia conforme cambia el entorno mundial.

- La locución artística del programa es desarrollada por Gonzalo Moreno, una de las mejores voces barítono de Latinoamérica.

- La única excepción del reglamento sobre nicks es el desintegrado Sergio el bailador que logró que le permitieran cambiar su nick a Milan de Gankelaar. A los desintegrados La Mantis y el El Conde Lucanor, después de su ruptura amorosa, se les permitió cambiar su nick pero no lo hicieron.

- El dibujante Fernando Alejándrez fue quien realizó el cómic del programa y dibujó los personajes que dan vida al mismo.

- La nave partió hacia el espacio el 20 de febrero de 2002 y luego de la votación realizada entre los desintegrados se impuso el nombre María Tijuana por sobre el de La Vaca Voladora, el cual se oficializó en el primer programa del año 2003.

- El Mico tuvo una novia llamada Sofía.

- Gabriel de Houston era el único desintegrado que tiene un bloque propio dentro del programa, el cual se conocía como El bloque Gabriel de Houston.